# Lista siturilor arheologice din județul Dolj - R
Lista siturilor arheologice din județul Dolj - R conține toate siturile arheologice din județul Dolj înscrise în Repertoriul Arheologic Național (RAN) și aflate în localități al căror nume începe cu litera R. RAN este administrat de Ministerul Culturii și Patrimoniului Național și cuprinde date științifice, cartografice, topografice, imagini și planuri, precum și orice alte informații privitoare la zonele cu potențial arheologic, studiate sau nu, încă existente sau dispărute.
Puteți căuta un sit din localitățile care încep cu litera R folosind formularul de mai jos sau puteți naviga prin toate siturile din județ la Lista siturilor arheologice din județul Dolj.
| Cod RAN                               | Denumire                                                                                                 | Localitate                          | Adresă | Datare        | Descoperit | Coordonate                                    | Imagine           | Erori            |
| ------------------------------------- | --- | ----------------------------------- | ------ | ------------- | ---------- | --------------------------------------------- | ----------------- | ---------------- |
| 71108.01.01 (Cod LMI: DJ-I-s-B-07911) | Așezarea romană de la Răcarii de Jos / ansamblu anonim (Categorie: locuire civilă) (Tip: Așezare)        | sat Răcarii de Jos, comuna Brădești |        | sec. I-III    |            |                                               | Încărcați imagine | Raportați eroare |
| 71108.02.01 (Cod LMI: DJ-I-s-B-07912) | Castrul de la Răcarii de Jos / ansamblu anonim (Categorie: locuire militară) (Tip: Castru de piatră)     | sat Răcarii de Jos, comuna Brădești |        | sec. II       | 1879       | 44°30′51″N 23°34′19″E / 44.51417°N 23.57195°E | Încărcați imagine | Raportați eroare |
| 71108.02.02 (Cod LMI: DJ-I-s-B-07912) | Castrul de la Răcarii de Jos / ansamblu anonim (Categorie: locuire militară) (Tip: Așezare deschisă)     | sat Răcarii de Jos, comuna Brădești |        |               | 1879       | 44°30′51″N 23°34′19″E / 44.51417°N 23.57195°E | Încărcați imagine | Raportați eroare |
| 71108.02.03 (Cod LMI: DJ-I-s-B-07912) | Castrul de la Răcarii de Jos / ansamblu anonim (Categorie: locuire militară) (Tip: Mormânt de inhumație) | sat Răcarii de Jos, comuna Brădești |        |               | 1879       | 44°30′51″N 23°34′19″E / 44.51417°N 23.57195°E | Încărcați imagine | Raportați eroare |
| 70085.01.01 (Cod LMI: DJ-I-s-B-07913) | Așezarea medievală timpurie de la Rovine / ansamblu anonim (Categorie: locuire civilă) (Tip: Așezare)    | sat Rovine, municipiul Craiova      |        | sec. VIII - X |            |                                               | Încărcați imagine | Raportați eroare |